# سن-فرانسوا-اگزاویه-دو-ویژه، کبک
سن-فرانسوا-اگزاویه-دو-ویژه (به فرانسوی: Saint-François-Xavier-de-Viger) شهری در منطقه شهری ریوییر-دو-لو ناحیه با-سن-لوران در استان کبک کانادا است. در سرشماری سال ۲۰۱۱ این شهر ۲۹۷ نفر جمعیت داشته‌است و مساحت آن ۱۱۰٫۱۹ کیلومتر مربع است.